# IC 3175
IC 3175 — галактика типу Sab    R () у сузір'ї Діва.
Цей об'єкт міститься в оригінальній редакції індексного каталогу.